# Michel de Marillac
Michel de Marillac (Parigi, 28 agosto 1560 – Châteaudun, 7 agosto 1632) è stato un politico, giurista ed economista francese.
Guardasigilli durante la reggenza di Maria de Medici, fu il principale autore del Codice Michau, una delle più importanti raccolte di legislazione del Seicento, edita nel 1629. Ligueur, fu, insieme al cardinal de Bérulle, uno dei principali esponenti del "partito devoto". Dopo aver collaborato con lui, divenne oppositore di Richelieu, fatto che precipitò la sua caduta in disgrazia nel 1630.

## Biografia

### I primi anni
Erede di un'antica famiglia dell'Alvernia tradizionalmente al servizio dei duchi di Borbone e della monarchia francese, Marillac nacque nel pieno degli anni delle guerre di religione. Suo padre, Guillame de Marillac, Controllore Generale delle Finanze nel 1569, morì nel 1573 e pertanto Michel venne allevato da uno zio, Charles de Marillac, poi arcivescovo di Vienne. Sposò Nicolette (Marguerite) Beard de Forterie nel 1587, dalla quale ebbe sei figli. Rimasto vedovo nel 1600, si risposò con Marie de Saint-Germain nel 1601.

### La carriera da economista
Compiuti gli studi di legge, divenne consigliere al parlamento di Parigi nel 1586. Grazie all'appoggio di Enrico IV, Marillac divenne maestro delle finanze nel 1595, esibendo diverse commissioni al consiglio privato del re, controllando in particolare alle molte e diversificate spese legali e finanziarie nelle diverse province. Quando Marillac si dimise dal suo incarico nel 1612, Sillery lo nominò Consigliere di Stato specializzato negli affari finanziari, incoraggiato in questo da Maria de Medici.

### Il ruolo al governo
Michel de Marillac divenne ministro della giustizia nel 1626. Già dal 27 agosto 1624 venne nominato Sovrintendente delle finanze con Jean Bochart. Data la sua posizione, richiese al cardinale Richelieu una politica più conservatrice da parte della corona, limitando il coinvolgimento della Francia nel nord Italia durante la Guerra di Successione mantovana, mentre la Francia si trovava occupata nella soppressione degli ugonotti ed a combattere contro l'influenza degli Asburgo. Il suo obbiettivo per riparare ai mancati introiti di queste guerre fuori dalla Francia, era quello di incoraggiare la crescita economica bilanciando la resistenza del resto della Francia alle nuove forme di tassazione in supporto della guerra. Le sue proposte chiave vennero riassunte nel Codice Michau, pubblicato nel 1629, che sintetizzava in 430 articoli quanto adottato dagli Stati Generali del 1614 e dall'Assemblea dei Notabili tra il 1617 ed il 1626, abbracciando ogni aspetto dell'attività di governo.
Marillac ottenne quindi l'incarico di Guardasigilli (garde des sceaux, cancelliere), dopo che il cancelliere d'Aligre era caduto in disgrazia nel giugno del 1626, compromettendo la sua fedeltà a Gastone di Borbone-Orléans.
Guadagnò crescente influenza su Maria de Medici, ma dopo le cospirazioni di cui essa fu riconosciuta colpevole, l'11 novembre 1630 venne processato e Richelieu lo condannò alla prigione nel castello di Châteaudun dove morì nel 1632.
Il fratello di Michel, Louis de Marillac, che era stato uno dei principali generali francesi in Italia durante la guerra di successione mantovana, venne decapitato in quello stesso anno. Michel divenne quindi tutore della figlia naturale di suo fratello, Louise de Marillac, che si fece monaca e seguì San Vincenzo de Paoli, col quale fondò la congregazione delle Figlie della carità di San Vincenzo de' Paoli il 29 novembre 1633.

## Stemma
| Image | Stemma                                      |
| ----- | ------------------------------------------- |
|       | Michel de Marillac Guardasigilli di Francia |